# Puig de Pera
El Puig de Pera és una muntanya de 1.113 metres que es troba al municipi d'Alòs de Balaguer, a la comarca catalana de la Noguera.